# Almindelig husløg
Almindelig Husløg (Sempervivum tectorum) er en staude med rosetstillede blade. Den er indført til Danmark, hvor den oprindelig blev plantet i stråtage som værn mod brand.

## Beskrivelse
Stænglerne ses ikke, og de enkelte blade er sukkulente (= tykke med vandholdige celler), elliptiske til omvendt ægformede med lang, skarp spids. Oversiden er voksklædt og grågrøn, mens undersiden er grårød. Randen er forsynet med fine hår. 
Blomsterne sidder i en løs stand for enden af en 20-40 cm lang stængel. De enkelte blomster er stjerneformede og rosenrøde. Frugterne er bælgkapsler med mange, spiredygtige frø.
Rodnettet er kraftigt og dybtgående. Planten spredes let ved afrevne siderosetter og (sjældnere) ved frø. Bladrosetten dør bort efter afblomstring, men har som regel forinden sat små siderosetter.
Højde x bredde og årlig tilvækst: 0,10 × 0,20 m (10 × 2 cm/år). Læg mærke til, at afrevne siderosetter og frøplanter kan få det til at se ud som om moderplanten er større end den egentlig er i sig selv.

## Hjemsted
Almindelig Husløg hører hjemme på mineralfattig, tør og varm bund i Centraleuropas bjerge. Den er indført til Danmark (plantet i stråtage som værn mod brand) og findes nu forvildet på Bornholms klipper, på stendiger og på sydvendte hulveje i Jylland.